# Dactylocythere striophylax
Dactylocythere striophylax är en kräftdjursart som först beskrevs av Crawford 1959.  Dactylocythere striophylax ingår i släktet Dactylocythere och familjen Entocytheridae. Inga underarter finns listade i Catalogue of Life.